# Copa del Món de Futbol de 1962 - Segona fase
La segona fase de la Copa del Món de Futbol de 1962 és la fase final de la competició, disputada a Xile, després de la fase de grups. Dos equips de cada grup (8 en total) es classifiquen per la segona fase, disputada a eliminació directa.

## Equips classificats
Els vuit equips classificats per les semifinals van ser:
| Grup 1         | Grup 2              | Grup 3         | Grup 4     |
| Unió Soviètica | Alemanya Occidental | Brasil         | Hongria    |
| Iugoslàvia     | Xile                | Txecoslovàquia | Anglaterra |
| -------------- | ------------------- | -------------- | ---------- |

## Quadre
|  | Quarts de final           | Quarts de final           |                       |   | Semifinals  | Semifinals  |  |  | Final | Final |
|  |                           |                           |                       |   |             |             |  |  |       |       |
|  | 10 de juny - Arica        |                           |                       |   |             |             |  |  |       |       |
|  |                           |                           |                       |   |             |             |  |  |       |       |
|  | Unió Soviètica            | 1                         |                       |   |             |             |  |  |       |       |
|  | Unió Soviètica            | 1                         | 13 de juny - Santiago |   |             |             |  |  |       |       |
|  | Xile                      | 2                         |                       |   |             |             |  |  |       |       |
|  | Xile                      | 2                         | Xile                  | 2 |             |             |  |  |       |       |
|  | 10 de juny - Viña del Mar |                           | Xile                  | 2 |             |             |  |  |       |       |
|  |                           | Brasil                    | 4                     |   |             |             |  |  |       |       |
|  | Brasil                    | Brasil                    | 4                     | 3 |             |             |  |  |       |       |
|  | Brasil                    |                           | 17 de juny - Santiago | 3 |             |             |  |  |       |       |
|  | Anglaterra                | 1                         |                       |   |             |             |  |  |       |       |
|  | Anglaterra                | 1                         | Brasil                | 3 |             |             |  |  |       |       |
|  | 10 de juny - Santiago     |                           | Brasil                | 3 |             |             |  |  |       |       |
|  |                           | Txecoslovàquia            | 1                     |   |             |             |  |  |       |       |
|  | Alemanya Occidental       | Txecoslovàquia            | 1                     | 0 |             |             |  |  |       |       |
|  | Alemanya Occidental       | 13 de juny - Viña del Mar |                       | 0 |             |             |  |  |       |       |
|  | Iugoslàvia                | 1                         |                       |   |             |             |  |  |       |       |
|  | Iugoslàvia                | 1                         | Iugoslàvia            | 1 |             |             |  |  |       |       |
|  | 10 de juny - Rancagua     |                           | Iugoslàvia            | 1 |             |             |  |  |       |       |
|  |                           | Txecoslovàquia            | 3                     |   | Tercer lloc | Tercer lloc |  |  |       |       |
|  | Hongria                   | Txecoslovàquia            | 3                     | 0 | Tercer lloc | Tercer lloc |  |  |       |       |
|  | Hongria                   |                           | 16 de juny - Santiago | 0 |             |             |  |  |       |       |
|  | Txecoslovàquia            | 1                         |                       |   |             |             |  |  |       |       |
|  | Txecoslovàquia            | 1                         | Xile                  | 1 |             |             |  |  |       |       |
|  |                           |                           |                       |   |             |             |  |  |       |       |
|  | Iugoslàvia                | 0                         |                       |   |             |             |  |  |       |       |
|  | Iugoslàvia                | 0                         |                       |   |             |             |  |  |       |       |

## Quarts de final

### Xile vs Unió Soviètica
| Xile                       | 2–1     | Unió Soviètica |
| -------------------------- | ------- | -------------- |
| L. Sánchez 11' · Rojas 29' | Informe | Chislenko 26'  |

### Txecoslovàquia vs Hongria
| Txecoslovàquia | 1–0     | Hongria |
| -------------- | ------- | ------- |
| Scherer 13'    | Informe |         |

### Brasil vs Anglaterra
| Brasil                        | 3–1     | Anglaterra   |
| ----------------------------- | ------- | ------------ |
| Garrincha 31', 59' · Vavá 53' | Informe | Hitchens 38' |

### Iugoslàvia vs Alemanya Occidental
| Iugoslàvia    | 1–0     | Alemanya Occidental |
| ------------- | ------- | ------------------- |
| Radaković 85' | Informe |                     |

## Semifinals

### Txecoslovàquia vs Iugoslàvia
| Txecoslovàquia                      | 3–1     | Iugoslàvia   |
| ----------------------------------- | ------- | ------------ |
| Kadraba 48' · Scherer 80', 84' (p.) | Informe | Jerković 69' |

### Brasil vs Xile
| Brasil                            | 4–2     | Xile                           |
| --------------------------------- | ------- | ------------------------------ |
| Garrincha 9', 32' · Vavá 47', 78' | Informe | Toro 42' · L. Sánchez 61' (p.) |

## Tercer lloc
| Xile      | 1–0     | Iugoslàvia |
| --------- | ------- | ---------- |
| Rojas 90' | Informe |            |

## Final
| Brasil                             | 3–1     | Txecoslovàquia |
| ---------------------------------- | ------- | -------------- |
| Amarildo 17' · Zito 69' · Vavá 78' | Informe | Masopust 15'   |